# Косьцежина
Косьцежи́на (пол. Kościerzyna, каш. Kòscérzëna, нім. Berent) — місто в північній Польщі, у районі Кашубських озер.
Адміністративний центр Косьцерського повіту Поморського воєводства.
Місто має партнерські стосунки з українськими Прилуками.

## Демографія
Демографічна структура станом на 31 березня 2011 року:
|          | Загалом | Допрацездатний вік | Працездатний вік | Постпрацездатний вік |
| -------- | ------- | ------------------ | ---------------- | -------------------- |
| Чоловіки | 11602   | 2593               | 7889             | 1120                 |
| Жінки    | 12163   | 2372               | 7320             | 2471                 |
| Разом    | 23765   | 4965               | 15209            | 3591                 |

## Галерея

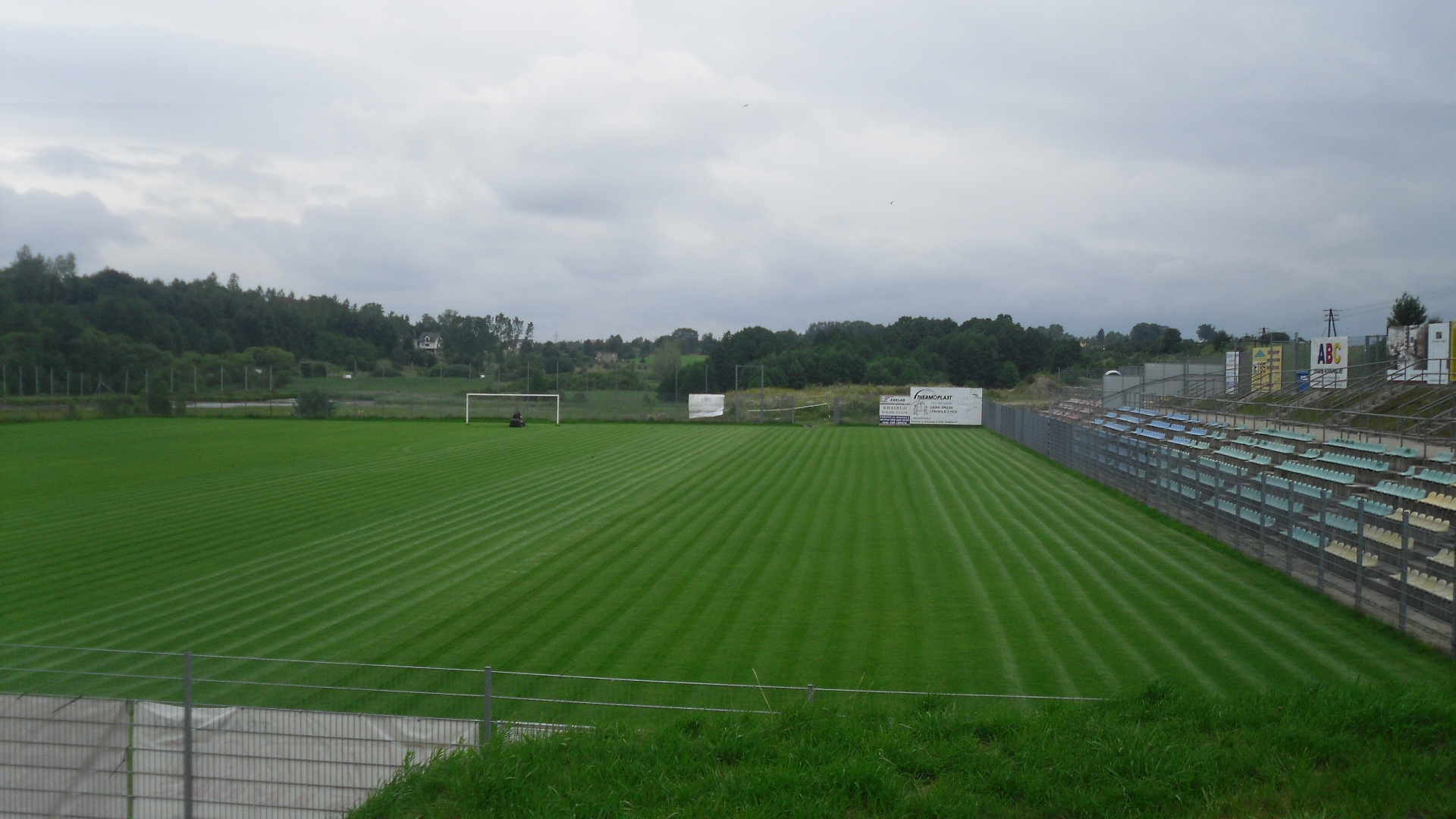
Міський стадіон